# ジェリカン

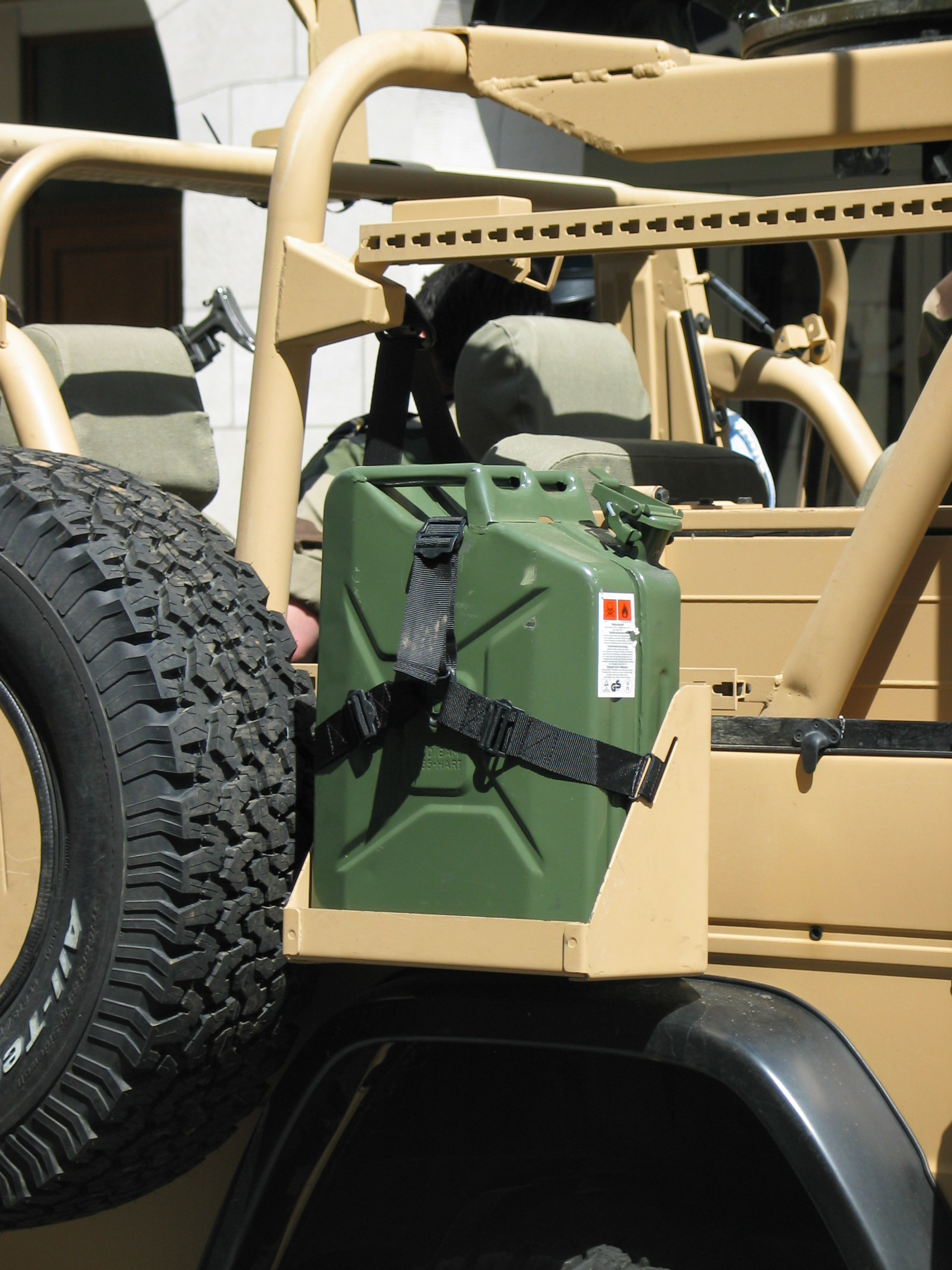
フランス軍で使われている現代のジェリカン

ジェリカン（英: Jerrycan）は、プレス加工された2枚の鋼板を溶接して作られた燃料容器である。
第二次世界大戦の北アフリカ戦線において、イギリス軍がドイツ軍の20L燃料缶をドイツ兵の蔑称「ジェリィ」（Jerry）を冠して「ジェリィカン」と呼んだのが名称の由来である。「ジェリィ缶」とも表記される。

## 歴史

### ドイツ

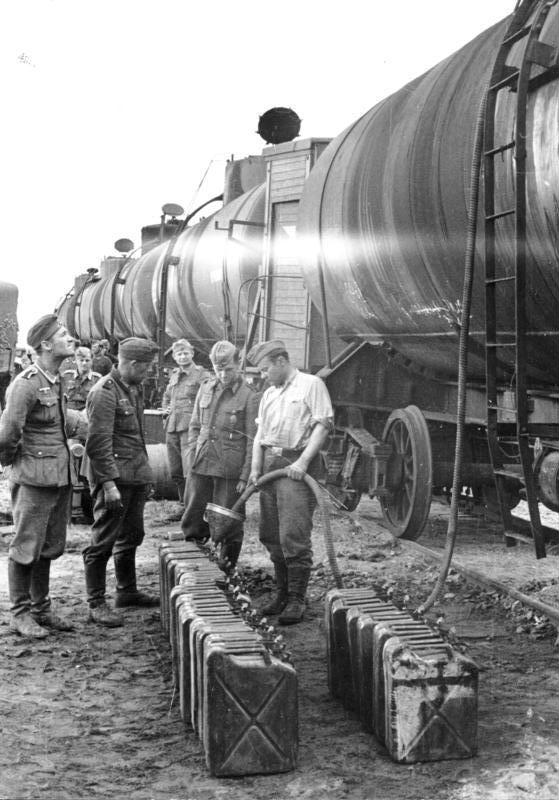
ドイツ軍の「国防軍缶」（写真は×印模様の初期製品）

ジェリカンのオリジナルは、1935-1936年頃にドイツ軍から要請を受けた"Schwelmer Eisenwerk Müller & Co AG"のフィンツェンツ・グリュンフォーゲル（Vinzenz Grünvogel）率いる技術陣によって開発されたWehrmacht-Einheitskanister（国防軍規格型容器）である。
この燃料容器は、1936年に約5,000個先行量産されたのち、翌1937年からドイツ軍に大量導入された。従来の200L入りドラム缶や、三角柱を横倒しにして上部にハンドルを付けた形状の20L入り燃料容器に比べて持ち運びや車両への積載が簡単で、兵士がポンプを使わずに直接車両の給油口に燃料を注ぐ事ができる利便性を有していた。
1940年からは飲料水運搬用の同型容器も導入され、特に乾燥地帯で水の補給が困難な戦域で重宝された。

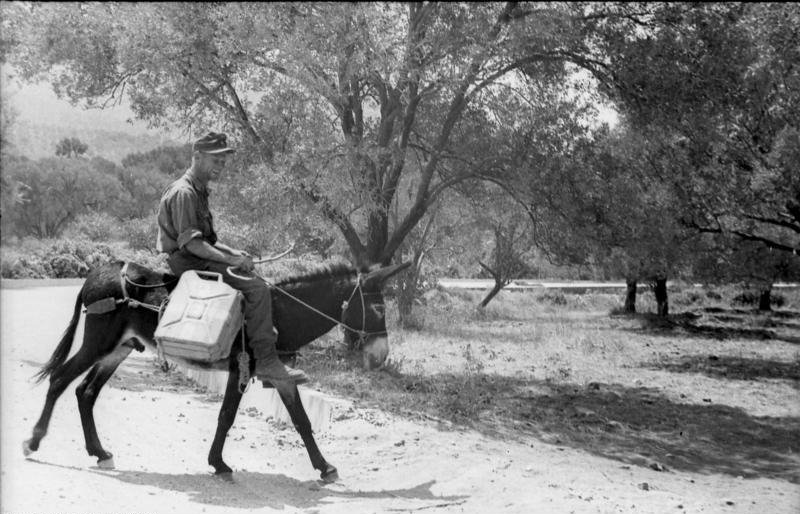
白十字が塗られた飲料水用缶を運ぶドイツ兵

#### 仕様
容量20L・縦465mm・横340mm・幅160mmのプレス容器の側面には×印と四角形を組み合わせたへこみ（量産開始当初の製品は単純な×印であったが、1939年から変更された）が付けられ、内容物の膨張をある程度許容する設計になっている。上方には"Kraftstoff 20L Feuergefährlich"（燃料20L 火気注意）とプレスで表記されている。この他には製造年、製造者コード、納入先（「国防軍 Wehrmacht」や「親衛隊 SS」等）がそれぞれプレス表記されている。栓はスクリューキャップ方式（英: Screw cap）ではなく、素早く開栓・閉栓できるバネ方式（Bügelverschluss）が採用されている。そのため、口金のレバーを上下させるだけで開閉が可能であり、また、給油がしやすいように、蓋を開けた状態で固定することもできる。初期の物は缶の中央に設けられていたが、排出をより容易にする為に側面寄りに移動された物に切り替わっている（これに関しては一部の文献にはコピー生産した英国版が先に改良を行い、その後ドイツ側も模倣した旨の記述が見られるが実態は定かではない）。上面に付けられた3本の取っ手は、開発時に設定された「1人の兵士により内容物入りの2缶を運べる」「2人の兵士により内容物入りの3缶を運べる」「1人の兵士により空の4缶を運べる」という仕様を実現するための工夫であり、単独の場合は中央の取っ手を、2つの缶を並べた際には内側で隣接し合った取っ手を同時に掴む事ができる。内部にはプラスチックライナーが貼られ、亜鉛メッキだった後のアメリカ式より耐久性が高かった。
水運搬用の製品は燃料用と外形は同一ながら、識別用として白十字がペイントされ、"Wasser"（水）とプレスされている。フランス軍のものとして、"VIN"と表記されたワイン専用缶もあった。

### 連合国

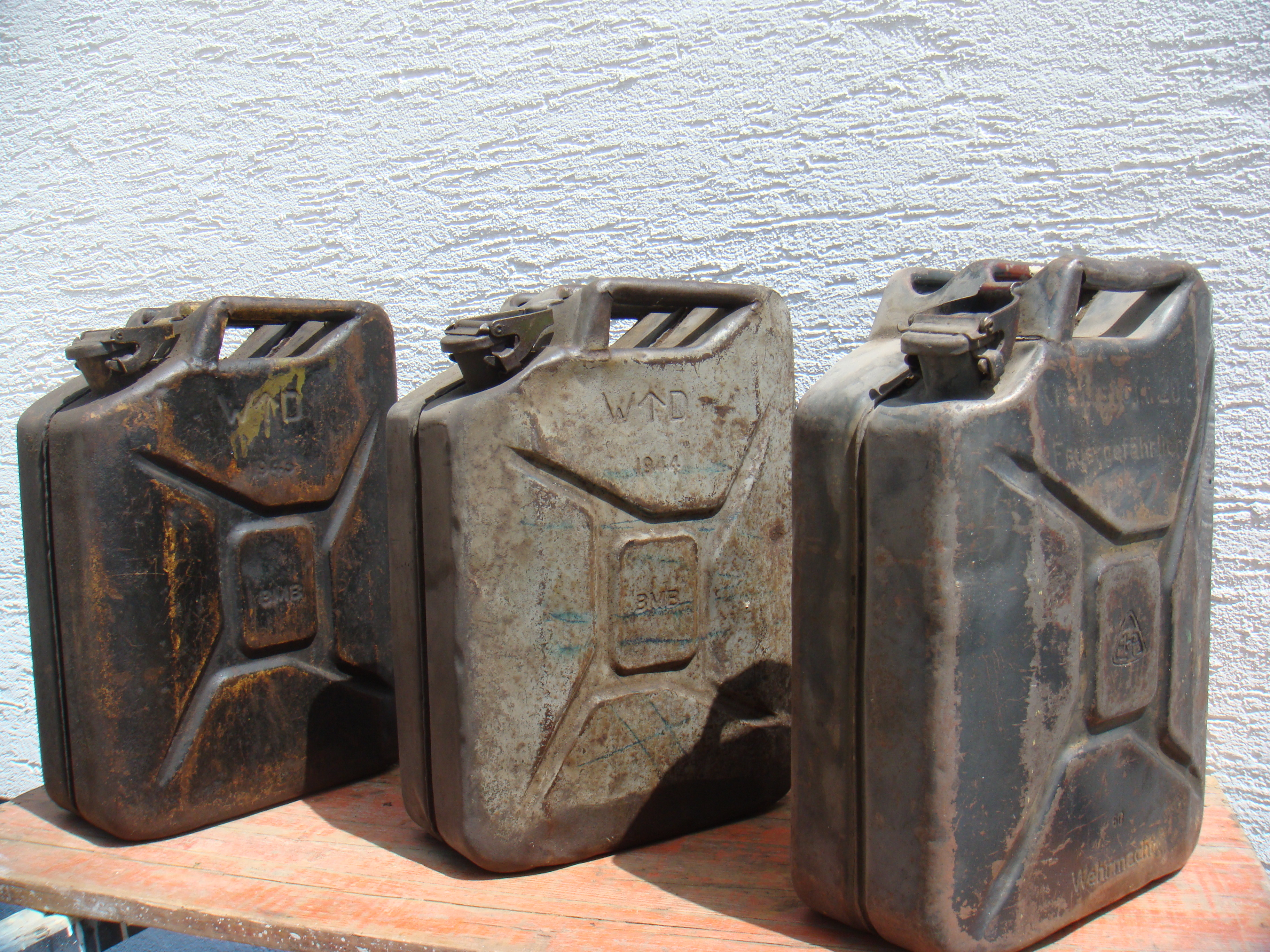
ドイツ軍用（手前右端）の模倣から生まれたイギリス軍のジェリカン（奥の2個）

第二次世界大戦当初、イギリス軍は従来からあった鋼板製の正方形2ガロン缶（9L）と4ガロン（18L）入りブリキ缶を使用していたが、北アフリカ戦線において、イギリス第8軍は、ドイツ軍が使用していたこの国防軍缶の取り扱いが容易であることに注目し、ドイツ軍から鹵獲した物を利用していた。
1942年からほぼ完全な模倣品が製造されるようになり、イギリス軍に導入された。

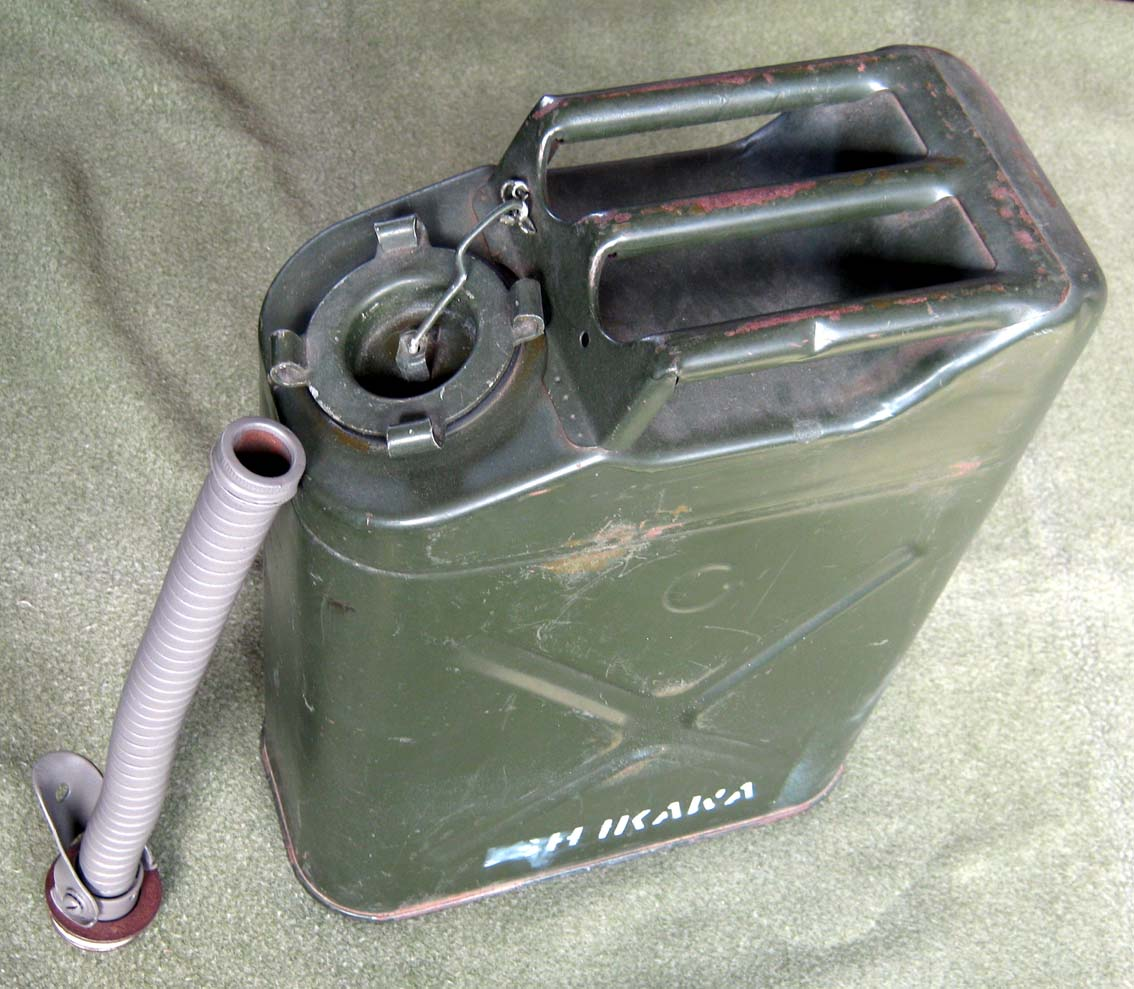
アメリカ軍のジェリカン

1931年から円筒型の10ガロン入り燃料缶を使っていたアメリカ軍も、ドイツ軍の国防軍缶に影響を受けたが、独自に、よりシンプルな構造のジェリカンを開発・使用した。ドイツ / イギリス式のジェリカンが重量11 1/2ポンド（5.2kg）なのに対し、アメリカ式は10ポンド（4.5kg）と軽量だった。当初は「ブリッツ（電撃）カン」と呼ばれていたが、大戦半ばより「ジェリカン」と呼ばれるようになっていった。
3本の取っ手は国防軍缶と同様であるが、本体は左右ではなく上下（持ち手+蓋部分と本体部分）に分割された部材を機械溶接組み立てしたもので、外内側ともに亜鉛メッキされていた。より低コストで大量生産向きな反面、初期製品の一割ほどに燃料漏れの欠陥があり、その改善に苦労している。
蓋はスクリューキャップ式、側面のへこみは×印型であった。生産を担当したのが4つのドラム缶メーカーであったため、キャップのネジの規格も200Lドラム缶と共通のものである。そのために軍用車の大きな燃料注入口に対しても直接注ぐことは困難で、漏斗あるいは専用のノズル（スポウト）の使用が不可欠である。
アメリカ軍の中でも海兵隊は、本体がアメリカ式でネックの部分がドイツ式のものを独自に調達していた。1942年に開発された飲料水専用缶がこの仕様となっており、容器内部は湿気で酸化亜鉛の出る亜鉛メッキに代わって、琺瑯引きとなっていた。
アメリカ軍では1980年代にポリ容器製の物に移行しているがキャップ部分のサイズはドラム缶規格に準拠している。また燃料用とは別に飲用水専用の物も用意されており、こちらは取手が1本になっておりキャップも吐出量の調整が可能な独自の物となっている。
アメリカ軍以外のNATO加盟国の多くではドイツ軍仕様とほぼ同等の物を現在の法令や規格に準拠する様に手直しした物を調達使用している。
自衛隊は現在も米軍の金属製ジェリカンと同等品を調達して使用を続けており、一部の物は取手部分に車載時にベルトを固定するアングル材を溶接している物が見受けられる。
ソ連軍は第二次世界大戦中に入手した各国の物を混用していたが、直ぐにドイツ軍仕様とほぼ同等の物を生産開始、戦後はワルシャワ条約軍の事実上の標準となり各国で生産使用されたほか、武器や車輌等の輸出に伴い第三国においても広く使われている。これらの多くの国では現在も生産使用されておりロシアでも現役である。